# 小行星4125
小行星4125（英語：4125 Lew Allen）是一颗围绕太阳公转的小行星。1987年6月28日，埃莉諾·赫琳在帕洛马山发现了此天体。
这颗小行星的绝对星等为33.84291047024771等。